# Ткачик бенгальський
Тка́чик бенгальський (Ploceus benghalensis) — вид горобцеподібних птахів ткачикових (Ploceidae). Мешкає в Південній Азії.

## Опис

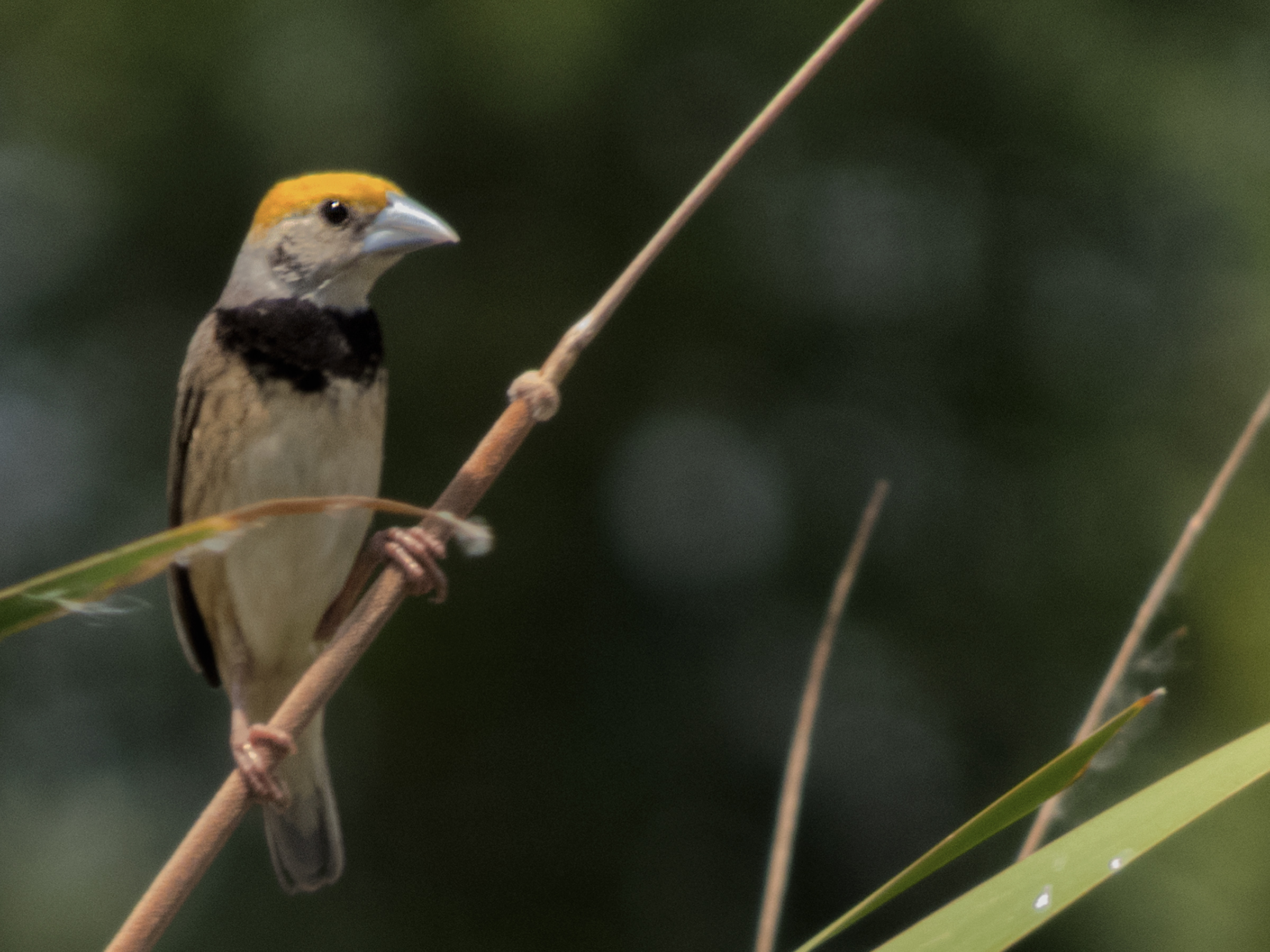
Самець бенгальського ткачика

Довжина птаха становить 15 см. вага 18-22 г. У самців під час сезону розмножння лоб і тім'я золотисто-жовті. Забарвлення голови і грудей варіюється від повністю чорних до білуватих, на грудих велика чорна пляма, решта нижньої частини тіла охриста. Верхня частина тіла переважно коричнева, поцяткована темними смугами. Самці під час негніздового періоду і самиці мають переважно коричневе забарвлення, жовта пляма на голові у них відсутня, чорна пляма на грудях менш помітна. Верхня частина тіла у них сильно поцяткована чорними смугами, нижня частина тіла легко поцяткована темними смужками. Над очима жовтуваті "брови", під дзьобом жовтуваті "вуса".

## Поширення і екологія
Бенгальські ткачики мешкають в південних передгір'ях Гімалаїв (в північному Пакистані, Індії, Непалі і Бутані), а також в Бангладеш, на рівнинах північної, західної і східної Індії та в долині річки Інд на півдні Пакистану. Вони живуть на заплавних луках, болотах, в очеретяних заростях на берегах річок і озер та на рисових полях. Живляться переважно насінням. Сезон розмноження триває з червня по жовтень. Бенгальські ткачики є полігамними, на одного самця припадає кілька самиць. Гніздяться колоніями. В кладці 3-4 білих яйця.